# Gycklarörn
Gycklarörn (Terathopius ecaudatus) är en afrikansk fågel i familjen hökar inom ordningen hökfåglar. Den har ett helt unikt utseende, med mycket långa vingar och kort stjärt. Arten minskar kraftigt i antal, så pass att IUCN listar den som starkt hotad.

## Kännetecken

### Utseende
Gycklarörnen är en medelstor örn (kroppslängd på 50–60 centimeter, vingspann på 170–190) med helt egenartade proportioner. Vingarna är mycket långa med utbuktande bakkant på vingen och samtidigt spetsig hand. Stjärten är vidare mycket kort så att fötterna hos en vuxen fågel sticker ut baktill. Den har även en mycket karakteristisk snabb och fjädrande flykt där vingarna hålls i ett djupt "V".
Dräktmässigt är vuxen fågel övervägande svart med rostbrun rygg och stjärt. Vingundersidorna är övervägande vita, där hanen har svarta vingpennor och honan vita med svart kant. Vaxhud och fötter är lysande orangeröda.

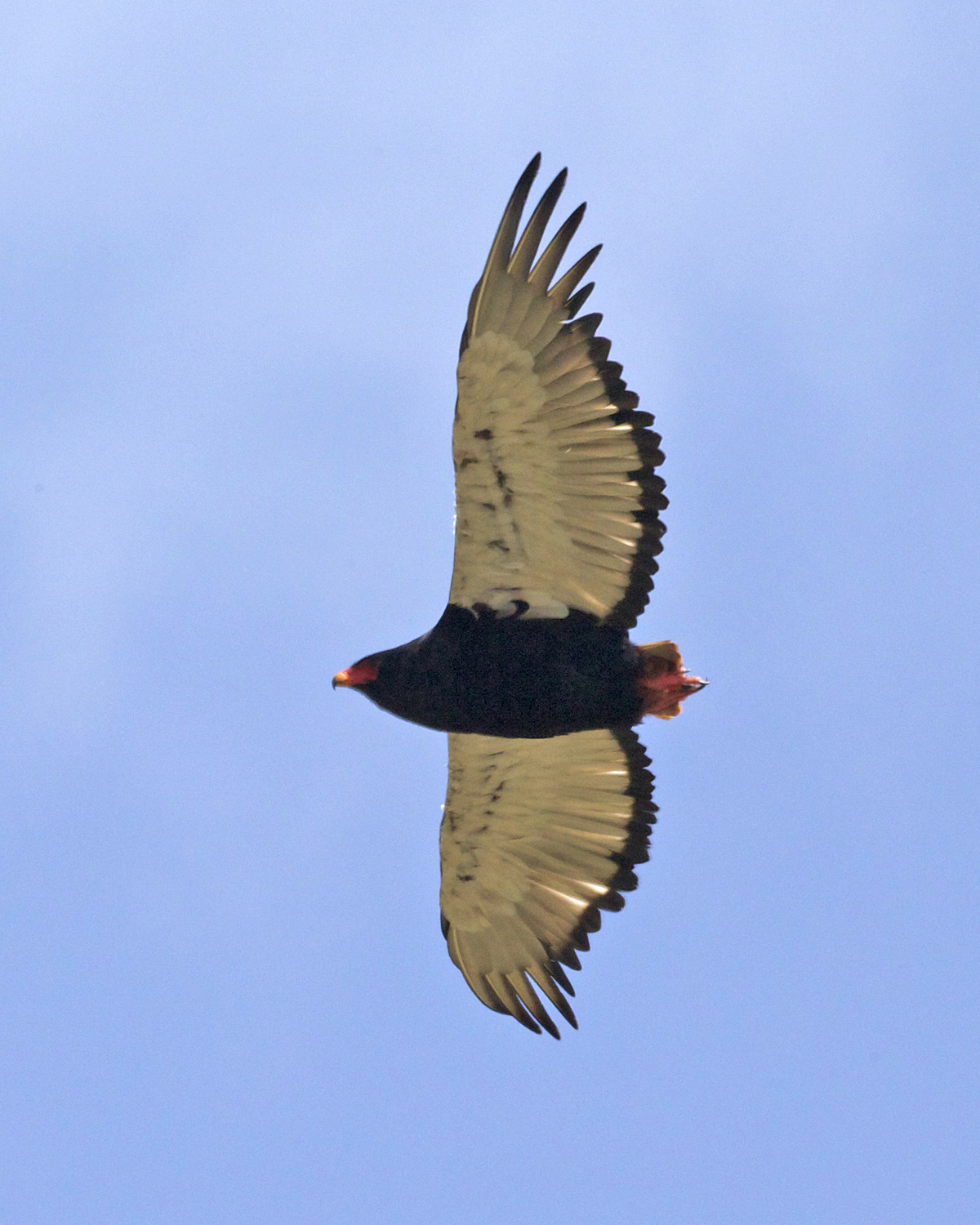
Hona gycklarörn i flykten i norra Serengeti, Tanzania.

Ungfågeln är mer lik andra rovfåglar med längre stjärt och färgad som en mörk vråk. Den har likväl de något udda formade vingarna.

### Läten
Gycklarörnens läte beskrivs i engelsk litteratur som ett högljutt skällande "kow-wah".

## Utbredning och systematik
Arten förekommer på savann och i törnbuskmark i Afrika söder om Sahara. Den har även setts i Irak, Israel och Tunisien samt i norra Egypten I maj 2012 sågs också en ungfågel flyga in till spanskt territorium från Afrika i Punta Carnero, Algeciras, Cádiz.

### Släktskap
Arten är den enda i släktet Terathopius, närmast släkt med hjälmörnar, ormörnar och den filippinska apörnen.

## Ekologi
Gycklarörnen återfinns i savann och öppet skogslandskap där den framför allt lever av fåglar som duvor och flyghöns, men också små däggdjur och as. Fågeln ses ofta i luften glidande på låg höjd. Den häckar mellan december och mars och lägger ett enda ägg i ett välgömt bo i ett träd. Honan ruvar i 42–43 dagar. Gycklarörnar bildar par för livet och använder samma bo år efter år.

## Status
Gycklarörnen har minskat relativt kraftigt i antal till följd av förgiftning och habitatförlust, med hela 50–75 % de senaste knappt 50 åren. Fram till 2020 kategoriserade internationella naturvårdsunionen IUCN gycklarörnen som nära hotad, men uppgraderade därefter dess hotstatus till starkt hotad (EN).

## Namn
Gyklarörnens släktesnamn Terathopius kommer från en kombination av grekiska teras eller teratos, "under" (bokstavligen "meteor"), och ops eller opos för "utseende", det vill säga "förunderligt utseende". Artnamnet ecaudatus betyder "utan stjärt".